# Red Patent Leather
Red Patent Leather es un álbum en directo de la banda estadounidense de hard rock New York Dolls, publicado en 1984. Se grabó en marzo de 1975 en un concierto en nueva York, un mes antes de que la banda se disolviese.

## Lista de canciones
1. "Red Patent Leather" (Johansen, Sylvain) – 3:37
2. "On Fire" (Johansen, Sylvain) – 3:29
3. "Somethin' Else" (Bob Cochran, Sharon Sheeley) – 2:25
4. "Daddy Rollin' Stone" (Otis Blackwell) – 3:39
5. "Ain't Got No Home/Dizzy Miss Lizzy (Henry, Williams) – 3:57
6. "Girls" (Johansen, Sylvain) – 3:45
7. "Down, Down Downtown" (Johansen, Thunders) – 4:15
8. "Pirate Love" (Thunders) – 4:12
9. "Pills" (Bo Diddley) – 3:13
10. "Teenage News" (Sylvain) – 3:49
11. "Personality Crisis/Looking for a Kiss" (Johansen, Thunders) – 5:41

CD pistas adicionales
1. "Stranded in the Jungle" (Johnson, Smith) – 3:48
2. "Trash" (Johansen, Thunders) – 3:42
3. "Chatterbox" (Thunders) – 2:38
4. "Puss 'N Boots" (Sylvain, Johansen) – 3:22

## Personal
- David Johansen - voz, armónica
- Johnny Thunders - guitarra principal, coros, voz principal en 8 y 14
- Sylvain Sylvain - guitarra rítmica, piano eléctrico en 7, 8, y 10
- Arthur "Killer" Kane - bajo
- Peter Jordan - bajo
- Jerry Nolan - batería